# Edoardo Duca
Edoardo Duca (Milano, 3 maggio 1997) è un calciatore italiano, centrocampista svincolato.

## Caratteristiche tecniche
Centrocampista molto duttile, può essere schierato come regista, mezzala o trequartista; è dotato di un'ottima visione di gioco.

## Carriera
Cresciuto nei settori giovanili delle squadre milanesi Forza e Coraggio e Lombardia Uno, trascorre poi un periodo all'AlbinoLeffe, approdando nel gennaio del 2016 alla Grumellese. Il 4 gennaio 2018 passa all'Oltrepò; al termine della stagione si trasferisce al Pavia.

### Modena
A dicembre, nella sessione invernale di calciomercato, passa al Modena. Con i canarini ottiene la promozione in Serie C tramite ripescaggio. Dopo aver disputato il girone d'andata con i canarini anche nel campionato di terza serie, il 17 gennaio 2020 si trasferisce a titolo temporaneo alla Pergolettese, con cui resta anche nella stagione successiva. Rientrato al Modena, il 18 agosto 2021 rinnova con gli emiliani fino al 2023. Sotto la guida di mister Attilio Tesser, ottiene la promozione in Serie B e si ritaglia un ruolo importante in rosa da subentrante, arrivando a prolungare con i gialloblù fino al 2025 e vincendo anche la Supercoppa di Serie C. L'8 ottobre 2022 nella trasferta di Ascoli, fa il suo esordio nel campionato cadetto. La stagione successiva, sotto la guida di mister Paolo Bianco riesce ad imporsi come titolare nella formazione geminiana, trovando le sue prime due reti nel campionato di Serie B, nel derby esterno contro il Parma e nel match interno contro il Cittadella, ma una serie di infortunei ne riduce l'impiego. Il 22 febbraio 2025, nel match esterno contro il Cittadella raggiunge le 100 presenze in maglia gialloblu. Lascia il club emiliano al termine della stagione 2024-2025, alla scadenza naturale del proprio contratto, dopo aver raccolto due promozioni, 106 presenze e 4 gol ed essere stato l'ultimo membro appartenente alla squadra della rinascita del campionato di Serie D.

## Statistiche

### Presenze e reti nei club
Statistiche aggiornate al 13 maggio 2025.
| Stagione            | Squadra             | Campionato          | Campionato | Campionato | Coppe nazionali | Coppe nazionali | Coppe nazionali | Coppe continentali | Coppe continentali | Coppe continentali | Altre coppe | Altre coppe | Altre coppe | Totale | Totale |
| Stagione            | Squadra             | Comp                | Pres       | Reti       | Comp            | Pres            | Reti            | Comp               | Pres               | Reti               | Comp        | Pres        | Reti        | Pres   | Reti   |
| ------------------- | ------------------- | ------------------- | ---------- | ---------- | --------------- | --------------- | --------------- | ------------------ | ------------------ | ------------------ | ----------- | ----------- | ----------- | ------ | ------ |
| gen.-giu. 2016      | Grumellese          | D                   | 14         | 0          | CI-D            | -               | -               | -                  | -                  | -                  | -           | -           | -           | 14     | 0      |
| 2016-2017           | Grumellese          | D                   | 21         | 2          | CI-D            | 1               | 0               | -                  | -                  | -                  | -           | -           | -           | 22     | 2      |
| 2017-gen. 2018      | Grumellese          | D                   | 12         | 2          | CI-D            | 2               | 0               | -                  | -                  | -                  | -           | -           | -           | 14     | 2      |
| Totale Grumellese   | Totale Grumellese   | Totale Grumellese   | 47         | 4          |                 | 3               | 0               |                    | -                  | -                  |             | -           | -           | 50     | 4      |
| gen.-giu. 2018      | Oltrepò             | D                   | 18+1       | 1          | CI-D            | -               | -               | -                  | -                  | -                  | -           | -           | -           | 19     | 1      |
| lug.-dic. 2018      | Pavia               | D                   | 14         | 2          | CI-D            | 2               | 0               | -                  | -                  | -                  | -           | -           | -           | 16     | 2      |
| dic. 2018-2019      | Modena              | D                   | 11+3       | 1          | CI-D            | -               | -               | -                  | -                  | -                  | -           | -           | -           | 14     | 1      |
| 2019-gen. 2020      | Modena              | C                   | 7          | 1          | CI-C            | 0               | 0               | -                  | -                  | -                  | -           | -           | -           | 7      | 1      |
| gen.-giu. 2020      | Pergolettese        | C                   | 5+2        | 1          | CI-C            | -               | -               | -                  | -                  | -                  | -           | -           | -           | 7      | 1      |
| 2020-2021           | Pergolettese        | C                   | 25         | 5          | -               | -               | -               | -                  | -                  | -                  | -           | -           | -           | 25     | 5      |
| Totale Pergolettese | Totale Pergolettese | Totale Pergolettese | 30+2       | 6          |                 | 0               | 0               |                    | -                  | -                  |             | -           | -           | 32     | 6      |
| 2021-2022           | Modena              | C                   | 20         | 0          | CI-C            | 3               | 0               | -                  | -                  | -                  | SC-C        | 2           | 0           | 25     | 0      |
| 2022-2023           | Modena              | B                   | 21         | 0          | CI              | 1               | 0               | -                  | -                  | -                  | -           | -           | -           | 22     | 0      |
| 2023-2024           | Modena              | B                   | 19         | 2          | CI              | 1               | 0               | -                  | -                  | -                  | -           | -           | -           | 20     | 2      |
| 2024-2025           | Modena              | B                   | 18         | 0          | CI              | 0               | 0               | -                  | -                  | -                  | -           | -           | -           | 18     | 0      |
| Totale Modena       | Totale Modena       | Totale Modena       | 96+3       | 4          |                 | 5               | 0               |                    | -                  | -                  |             | 2           | 0           | 106    | 4      |
| Totale carriera     | Totale carriera     | Totale carriera     | 205+6      | 17         |                 | 10              | 0               |                    | -                  | -                  |             | 2           | 0           | 223    | 17     |

## Palmarès

### Club

#### Competizioni nazionali
- Serie C: 1

Modena: 2021-2022 (girone B)
- Supercoppa Serie C: 1

Modena: 2022